# Petersberg (Petersberg)

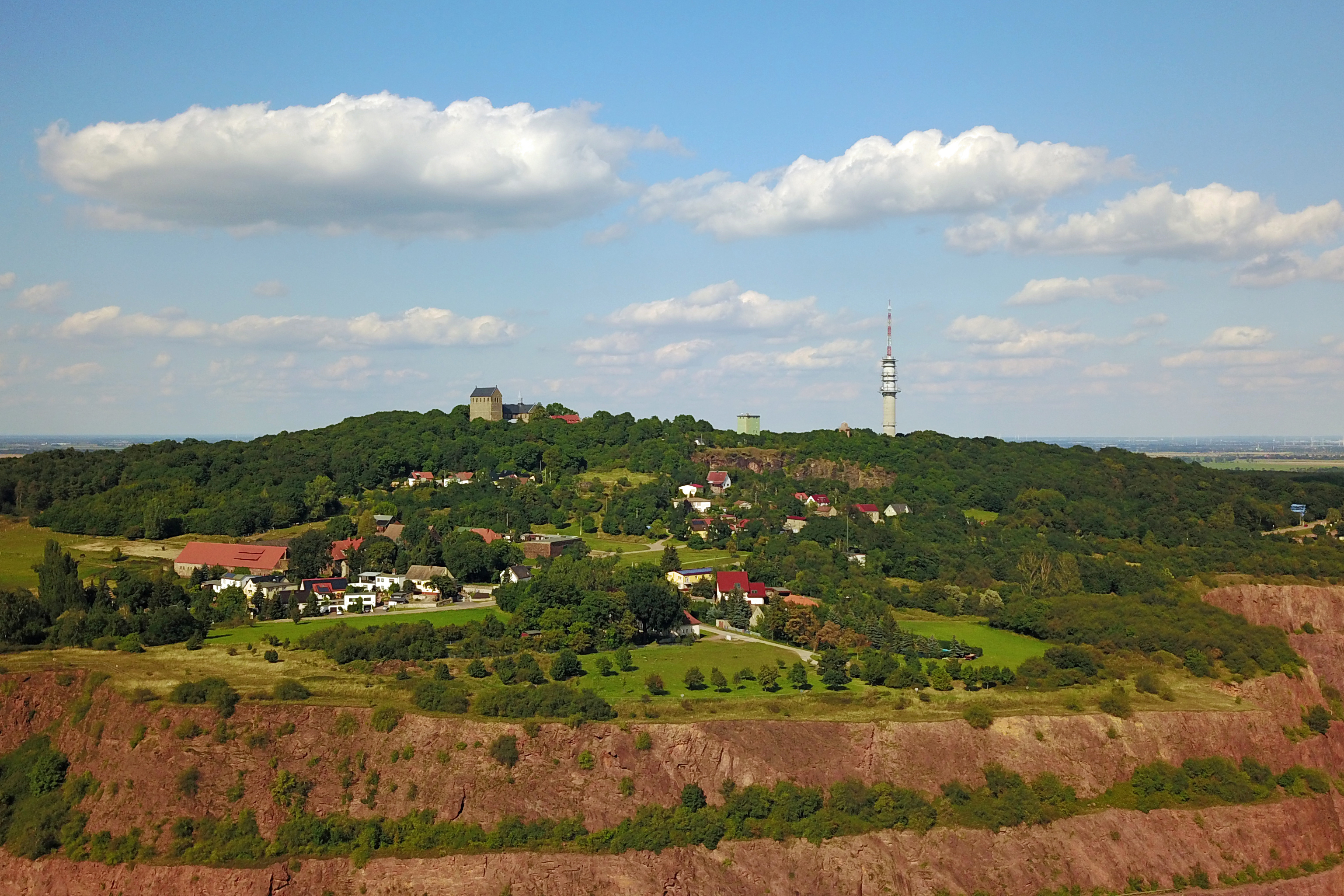
Der Petersberg mit Kirche, Sendeturm, Bismarckturm und Fernsehturm aus südwestlicher Richtung

Petersberg ist eine Ortschaft der gleichnamigen Gemeinde im Saalekreis in Sachsen-Anhalt. 
Die ehemals selbständige Gemeinde Petersberg ist seit dem 1. Januar 2010 eine Ortschaft der Einheitsgemeinde Petersberg. Bis zur Bildung der Einheitsgemeinde Petersberg am 1. Januar 2010 war die kleine Gemeinde von 10,89 km² mit 685 Einwohnern (2008) Mitglied der Verwaltungsgemeinschaft Götschetal-Petersberg, die sich zu Gunsten der Neubildung der Einheitsgemeinde Petersberg auflöste.

## Geografie
Die Ortschaft Petersberg liegt etwa zehn Kilometer nördlich von Halle (Saale) am 250 m hohen Petersberg.

## Geschichte

### 12. bis 16. Jahrhundert
1124 wurde auf dem Petersberg das Augustiner-Chorherrenstift Petersberg gegründet. Dieses gehörte zur Markgrafschaft Meißen und kam bei der Leipziger Teilung des Kurfürstentums Sachsen im Jahr 1485 an das albertinische Herzogtum Sachsen. Im Zuge der Einführung der Reformation erfolgte im Jahr 1538/40 die Säkularisation des klösterlichen Besitzes und die Umwandlung in das landesherrliche Amt Petersberg. Dabei wurde Nehlitz ein direktes Untertanendorf, welches an verstreut liegende Dörfer des zum kursächsischen Amt Delitzsch gehörigen Ritterguts Ostrau grenzte. Weiterhin gehörte die Exklave Spröda östlich von Delitzsch zum Amt. Auf dem Petersberg existierten zu dieser Zeit klösterliche Wirtschafts- und Wohnräume.

### 16. bis 18. Jahrhundert
Durch den Schmalkaldischen Krieg und die Wittenberger Kapitulation im Jahr 1547 wurde das albertinische Herzogtum Sachsen zum Kurfürstentum Sachsen erhoben, wodurch das Amt Petersberg die nächsten 150 Jahre kursächsisch war. Mit dem Verkauf des Amts an Brandenburg-Preußen im Jahr 1697 wurde es dem Saalkreis im Herzogtum Magdeburg angegliedert, während die benachbarten zum Rittergut Ostrau gehörigen Orte (u. a. Frößnitz, Westewitz und Drehlitz) kursächsisch blieben. Der preußische Amtmann verlegte 1826 das Amtshaus an den Fuß des Petersbergs. 
Im Jahre 1737 erfolgten die Ansiedlung der Schäferei und der Bau von Beamtenwohnungen auf dem Amtsgelände, da die Untertanendörfer Nehlitz und Spröda zu weit entfernt lagen. Für weitere Wohnbauten benutzte man Steine der Petersberger Klosterruinen, sodass auf dem Berg nur die Pfarrei und das Schulhaus unversehrt blieben. Da das Amt Arbeitskräfte benötigte, die in der Nähe des Bergs wohnten, entstanden zwischen 1740 und 1760 16 Wohnhäuser und Gehöfte für Landarbeiter.
Weiterhin entstand der Amtsgasthof, der 1764 in Erbpacht abgegeben wurde. Nach dem Ende des Siebenjährigen Kriegs (1756–1763) entstanden 19 sogenannte Kolonistenhäuser. „Kolonien“ nannte man zu jener Zeit Dörfer ohne Grundbesitz; die ackerlosen Bewohner erhielten eine sechzehnjährige Abgabenfreiheit. Im Jahre 1785 bestand das Dorf Petersberg aus 23 zerstreut liegenden Häusern mit 183 Einwohnern, die dem Amt dienst- und steuerpflichtig waren. Die Einwohnerzahl stieg bis zum Jahre 1790 auf 259. Über das Dorf und das Amt übte ein Justizamtmann die Gerichtsbarkeit aus.

### 19. Jahrhundert
1806 erfolgte die Besetzung Petersbergs durch französische Truppen. Unter Napoleon wurde das Amt Petersberg 1806 aufgelöst und eine Domäne gebildet, die durch den Frieden von Tilsit im Jahre 1807 dem Königreich Westphalen angegliedert wurde. Als Teil des Saalkreises wurde das Amt Petersberg mit Petersberg, Nehlitz und der Exklave Spröda dem Distrikt Halle im Departement der Saale zugeordnet. Dabei kamen Petersberg und Nehlitz mit einigen Freihöfen in den kursächsischen Orten Schrenz, Werben und Löbersdorf zum Kanton Löbejün, die Exklave Spröda hingegen zum Kanton Oppin.
Nach der Niederlage Napoleons und dem Ende des Königreichs Westphalen befreiten die verbündeten Gegner Napoleons Anfang Oktober 1813 den Petersberg. Unter der erneuten preußischen Herrschaft blieb der Status des ehemaligen Amtes als Domäne erhalten. Es erfolgte jedoch ab 1815 eine politische und juristische Neuordnung. Juristisch kam Petersberg zum Landgericht Halle, wodurch das Hörigkeitsverhältnis zum Amt erlosch. Mit dem durch den Wiener Kongress 1815 erfolgten Erwerb königlich-sächsischer Gebiete war eine politische Neugliederung des preußischen Territoriums notwendig. Dadurch gehörten ab 1816 die Orte Petersberg und Nehlitz mit den ehemals sächsischen Dörfern Frößnitz, Westewitz und Drehlitz zum Regierungsbezirk Merseburg der preußischen Provinz Sachsen. Während Petersberg, Nehlitz und die ehemaligen sächsischen Exklaven Frößnitz und Westewitz zum Saalkreis kamen, wurde Drehlitz dem Kreis Bitterfeld angegliedert. 1820 gehörten zur Domäne Petersberg vier Häuser mit 20 Bewohnern, zum Ort Petersberg gehörten hingegen 25 Häuser mit 146 Einwohnern.

### 20. Jahrhundert bis zur Gegenwart
Am 1. April 1938 erfolgte die Eingemeindung von Frößnitz. Drehlitz folgte am 1. Juli 1950, welches dadurch in den Saalkreis wechselte. Bei der Kreisreform in der DDR kam Petersberg 1952 zum verkleinerten Saalkreis im Bezirk Halle.
Bei der Bildung der Einheitsgemeinde Petersberg am 1. Januar 2010 wurde die kleine Gemeinde Petersberg mit 685 Einwohnern (2008) Teil der Großgemeinde. Die Verwaltungsgemeinschaft Götschetal-Petersberg, zu der die kleine Gemeinde Petersberg gehörte, löste sich ebenfalls zum 1. Januar 2010 auf.

## Politik
In den Ortschaften werden Ortschaftsräte und Ortschaftsbürgermeister gewählt. Zur Ortschaft Petersberg gehören Petersberg, Frößnitz und Drehlitz.

## Wappen und Flagge
Blasonierung: „In Silber auf silbern konturiertem schwarzen Hügel eine schwarz konturierte rote Kirche mit schwarzen Rundbogenfensteröffnungen und schwarzer Rundbogenportalöffnung, auf dem Turm und dem Dachreiter je ein schwarzes Kreuz.“
Die Flagge des Ortsteils Petersberg ist rot-weiß gestreift mit dem aufgelegten Wappen Petersbergs.

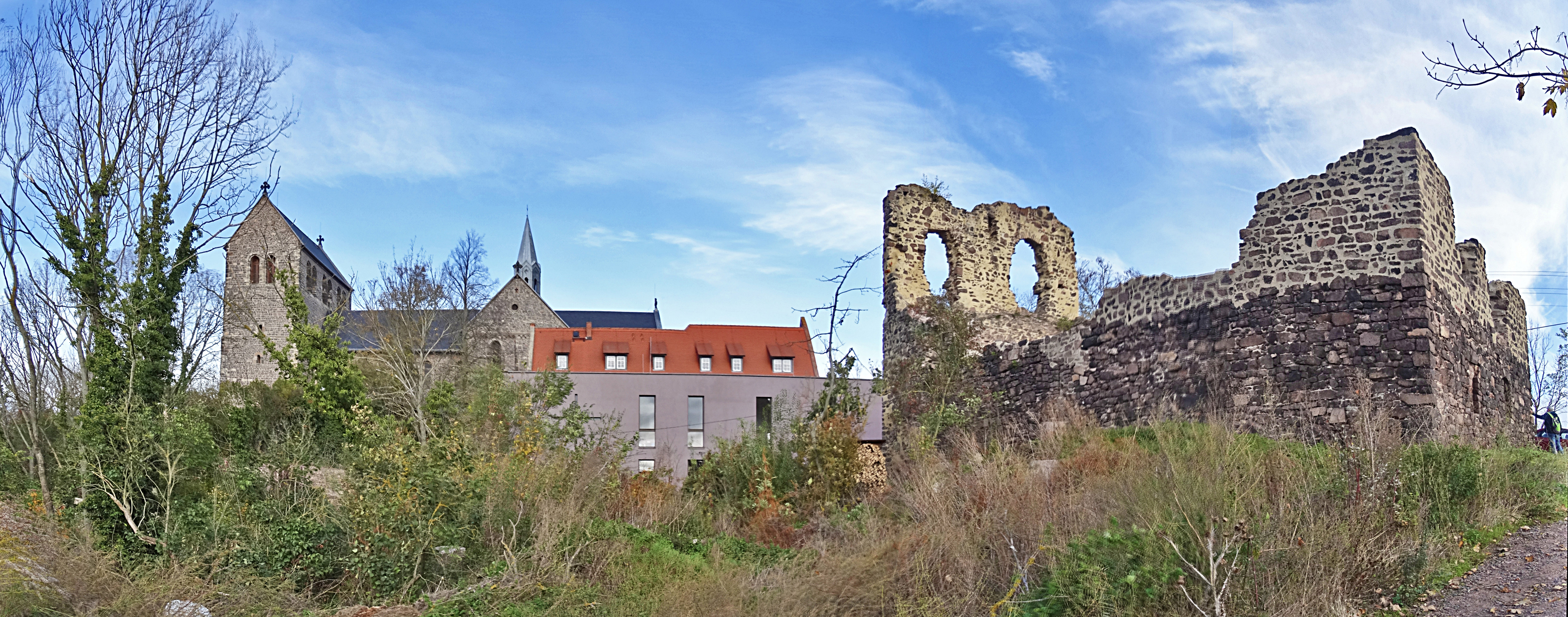
Stiftskirche St. Peter und Kloster-Ruine

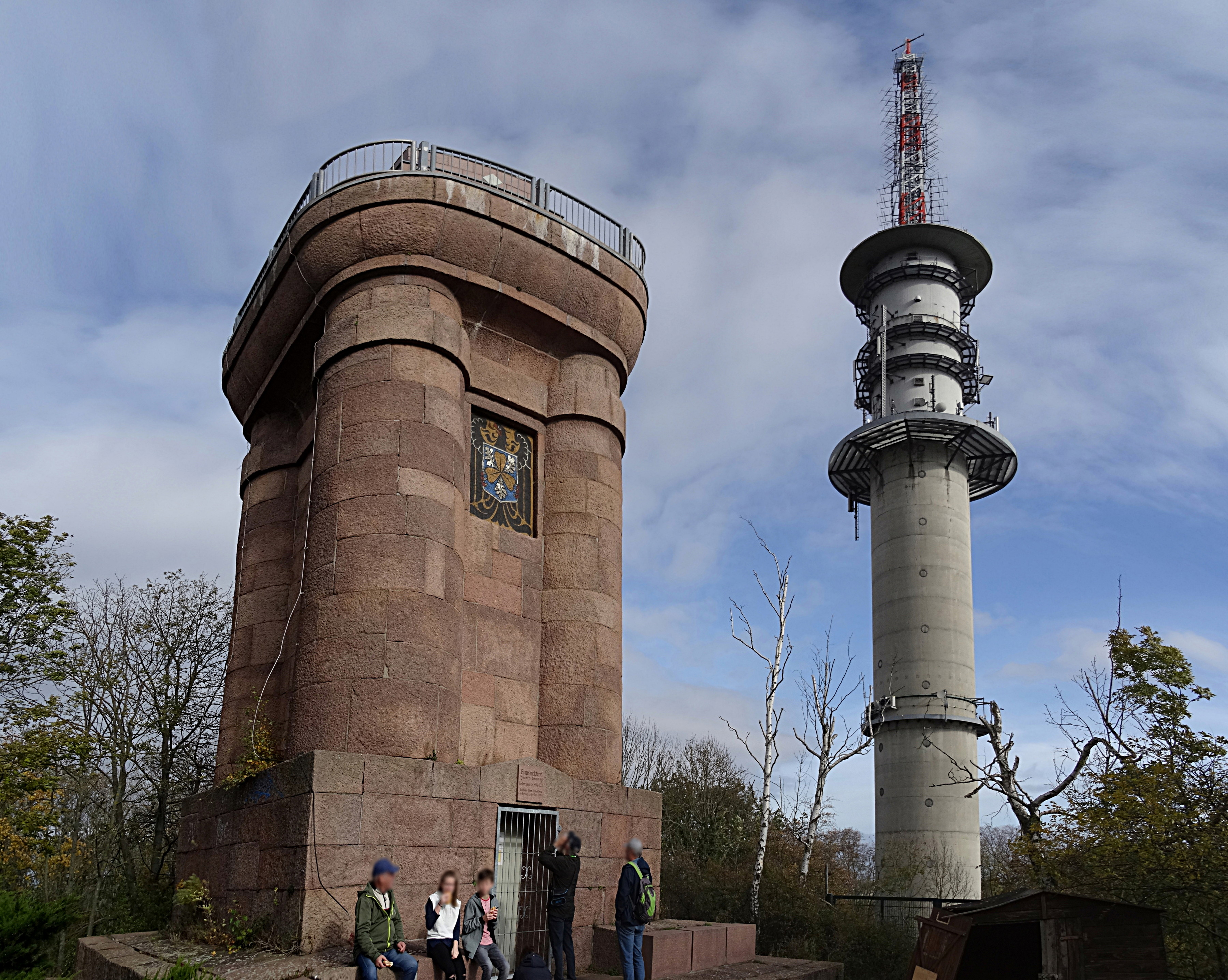
Fernmeldeturm Petersberg und Bismarckturm

## Kultur und Sehenswürdigkeiten
Das herausragende Bauwerk ist die Stiftskirche St. Petrus. Das Museum Petersberg zeigt die Geschichte des Saalkreises und häufig Sonderausstellungen zu verschiedenen Themen. Ansehenswert ist auch der Tierpark Petersberg und vom Bismarckturm hat man eine herrliche Aussicht auf die Stadt Halle (Saale) und darüber hinaus.
Eine Sommerrodelbahn und mehrfach im Jahr durchgeführte Trödelmärkte haben eine regionale Bedeutung.
Der Steinbruch wird von organisierten Felskletterern zum Training genutzt.

## Verkehrsanbindung
Die Ortschaft liegt an der Verbindungsstraße von Halle (Saale) nach Köthen. Die Autobahn A 14, die von Leipzig nach Magdeburg führt, verläuft 3,3 km südlich vom Petersberg in Nordwest-Südost-Richtung.

## Telekommunikation
Bei 51°35'43" nördlicher Breite und 11°57'26" östlicher Länge befindet sich ein in den 1960er Jahren erbauter, 119 Meter hoher Fernmeldeturm.